# Servantes du Cœur de Jésus de Strasbourg
Ne doit pas être confondu avec Servantes du Sacré-Cœur, Servantes du Cœur de Jésus de Córdoba ou Petites Servantes du Cœur de Jésus.
Les Servantes du Cœur de Jésus de Strasbourg forment une congrégation religieuse féminine adoratrice et enseignante de droit pontifical.

## Histoire
La congrégation est fondée en 1865 à Strasbourg par Oliva Uhlrich (1837-1917) en religion Mère Marie du Cœur de Jésus, dans le but de se vouer au Sacré-Cœur de Jésus, par l’adoration eucharistique en esprit de réparation. L'abbé Rapp, un des vicaires généraux d'André Raess, évêque de Strasbourg, bénit et approuve l'œuvre le 21 octobre 1867.
Le 21 novembre suivant, jour de la fête de la Présentation de Marie, le même prélat délègue un prêtre pour ériger l'association en congrégation religieuse, bénir la chapelle, et donner l'habit à la fondatrice et à ses quatre compagnes. 
L'institut est alors composé de religieuses de chœur, qui récitent l'office divin et pratiquent l’adoration eucharistique, et de sœurs auxiliaires qui s'adonnent aux œuvres de charité.
En 1871, l'Alsace-Lorraine est annexée par l'Empire allemand ; les sœurs quittent l'Alsace et se réfugient dans le diocèse de Soissons. Elles s'installent à Saint-Quentin en 1873, où elles ont pour aumônier Léon Dehon (1843-1925), qui fondera plus tard les prêtres du Sacré-Cœur de Jésus avec lesquels les sœurs partagent la spiritualité.
L'institut reçoit le décret de louange le 26 juin 1903 et ses constitutions sont définitivement approuvées le 12 janvier 1931.

## Activité et diffusion
Les sœurs se consacrent à l’adoration eucharistique en esprit de réparation, au soin des personnes âgées dans les maisons de retraites et au service des pauvres.
Elles sont présentes en:
- Europe : France, Espagne.
- Afrique : Cameroun, Madagascar.

La maison-mère est à Scy-Chazelles. 
En 2017, la congrégation comptait 40 sœurs dans 9 maisons.